# گودرز دوم

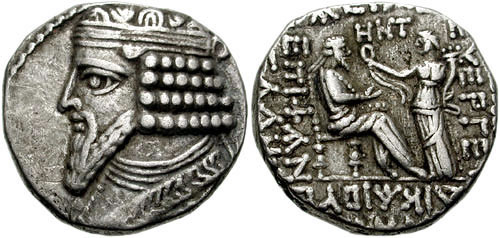
سکه گودرز دوم

گودرز دوم (اشک بیستم) مشهور به گودرز بزرگ بیستمین شاه ایران از سلسلهٔ اشکانی است. این شاه از خاندان اصلی اشکانی نبود، بلکه پسر گیو پادشاه ورکانه بود که خویشاوند و وابسته به خاندان اشکانی بودند. دلاوری‌های این دو در شاهنامهٔ فردوسی منعکس شده است.
گودرز دوم پس از مرگ اردوان دوم که هجدهمین شاه اشکانی بود، با وردان پسر او برای رسیدن به شاهی به مبارزه پرداخت. او پس از چیره شدن بر وردان و دستگیر کردن وی، بر تخت شاهی نشست. برخی تاریخ نویسان بر این باورند که گودرز پس از پیروزی با وردان از در آشتی در آمد و برخی دیگر معتقدند که او را کشت.
گودرز در تاریخ اشکانیان به سخت‌گیری و خشونت معروف است. از این روی مجلس مهستان وی را شایستهٔ شاهی ندانست و با فرستادن نمایندگانی به روم از رومیان خواستند که یکی از پسران (احتمالاً نوادگان) فرهاد چهارم به نام مهرداد را به ایران بفرستند تا زمام ادارهٔ امور کشور را در دست گیرد. رومیان این درخواست را پذیرفتند، ولی در نبردی که بین گودرز دوم و مهرداد درگرفت، مهرداد شکست خورد و گودرز گوشهای او را برید تا وی را به نقص عضو که موجب جرمان وی از پادشاهی می‌شد، دچار کند. کوتاه زمانی پس از این گودرز در سال ۵۱ میلادی درگذشت.
دکتر پرویز رجبی می نویسد گودرز را نمی‌توان تنها در یک گزارش کوتاه بسیار کهن پیدا کرد.او می‌تواند شاهی عادل و رعیت پرور نیز بوده باشد،به گمان بیدادگری گودرز بیشتر می‌توانسته است درباره بلندپایگان و درباریان بوده باشد که منافع خود را مساله روز می‌پنداشتند.وگرنه مردم با ساختار اجتماع آن روزگاران و محفل های اجتماعی آن حتی نمی توانستند تماشاگر رویدادهای سیاسی بوده باشند.تازه اگر هم وجود فرمانروایی سبب دلتنگی و نارضایتی مردم می بود،هرگز چنین نبود که این حالت منعکس شود.
ابن بلخی گوید که، جودرز بزرگ بن اشغانان آنست کی چون جهودان بنی‌اسراییل، يحيى بن زكريا عليه السلم بکشتند، تقدیر ایزدی چنان بود کی این جودرز اشغانی را بر ایشان گماشت تا همگنانرا بکشت و بعد از آن نبوت از بنی‌اسراییل منقطع شد و ذل و خواری بدیشان افتاد.
دکتر شروین وکیلی مینویسد طبری نوشته که شاهی به نام گودرز پسر اشکان بعد از خبردار شدن از مرگ یحیی به خونخواهی وی به در یهودیه تاخت و شمار زیادی از قوم یهود را کشتار کرده است.در مجمع‌النساب که کتابی از قرن هشتم هجری است نیز میخوانیم که خون یحیی پس از آن که سرش را بریدند همچنان میجوشید تا این که یکی از شاهان اشکانی آمد و اهالی شام را به انتقام خون وی کشتار کرد.این شخص احتمالا گودرز دوم بوده که یک نسل بعد از یحیی سلطنت میکرد و به خاطر درگیری اش با رومیان بر سر میانرودان و سوریه شهرتی دارد چه بسا در این میان به یهودیه نیز دستاندازی کرده باشد.به هر صورت، هواداری اشکانیان از یحیی تعمیددهنده و دشمنی ایشان با رهبران سیاسی یهودیه که موجب قتل وی شدند،در تاریخهای ایران در دوران اسلامی ثبت شده است.

## خاستگاه
اطلاعات کمی در مورد زندگی اولیه گودرز دوم قبل از پادشاه شدن او در پارت وجود دارد. اگرچه گودرز دوم پسر اردوان دوم بود، اما معلوم نیست که او یک پسر نسبی او بوده یا فرزندخوانده اش. یوسفوس گودرز دوم را برادر بلاش یکم می نامد. از سوی دیگر، تاسیتوس به صراحت او را پسر اردوان دوم توصیف نمی کند. اما از او به عنوان غاصب اشکانی یاد می کند که مسئول قتل برادرش اردوان و خانواده اش بوده است.
منابع رومی در مورد پیشینه او مبهم است. با این حال، سایر شواهد به جا مانده چیزهای بیشتری را در مورد منشأ گودرز دوم نشان می دهد. کتیبه ای بر نقش برجسته سنگی که توسط راولینسون در سرپل ذهاب در جاده اصلی کردستان ایران کشف شد، او را گودرز پسر گِو معرفی می کند.[3] از این کتیبه حدس زده می‌شود که گوترز دوم پسر یکی از نجیب‌زادگان هیرکانی به نام گِو است که در آن منطقه به عنوان ساتراپ خدمت می‌کرده است. پس از آن، او توسط اردوان دوم در هنگام تبعید به دلیل قدردانی از دِینی که پدرش نسبت به اردوان بر عهده داشت، به فرزندی پذیرفت.[4] زمانی که گودرز دوم بعداً تاج و تخت را به دست گرفت، خود را پسر اردوان دوم خواند، به‌طوری‌که سکه‌ای باقی‌مانده حاوی این افسانه نشان می‌دهد: آرشاک، پادشاه شاهان، گودرز، پسر اردوان.

## پادشاهی

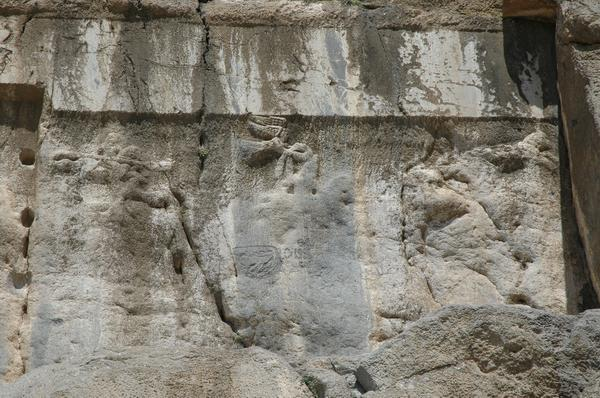
تصویر گودرز بر روی نقش نگاره بیستون

در سال ۴۰ میلادی، اردوان دوم (حکمرانی ۱۲-۴۰) درگذشت و قلمرو خود را به پسرش وردان یکم سپرد.[5] با این حال، تاج و تخت توسط گودرز دوم، پسر خوانده اردوان دوم، تصاحب شد،چنانکه گودرز در شورش تیرداد در کنار اردوان برای مقابله و مبارزه با وی نقشی برجسته داشت[5][6] اندکی بعد گودرز یکی دیگر از برادرانش به نام اردوان را به همراه همسر و فرزندش اعدام کرد.[5] به سرعت اعتراضاتی علیه این اقدام آغاز شد و با درخواست انتقامجویی به نزد وردان ارسال شد، که او با سرعت عملش گودرز را غافلگیر کرد. وردان پس از طی ۳۷۵ مایل در دو روز بر گودرز چیره شد.[5][7] وردان توسط فرمانداران ایالت های همجوار اشکانی مورد حمایت قرار گرفت و به سرعت بر بیشتر قلمرو اشکانی تسلط یافت.[5][7] شهر سلوکیه بین النهرین که از سال ۳۵ در شورش بود، وردان را که به سرعت شهر را محاصره کرد، نپذیرفت.[5][8] با این حال، محاصره طولانی سلوکیه منجر شد که گودرز در درگیری دست بالا را به دست آورد، و اجازه یافت تا نیروی جدیدی را جمع کند و وردان به باختر در آسیای مرکزی گریخت.در همان زمان، ارمنستان دچار آشفتگی شد، زمانی که پادشاه اشکانی آن، به نام ارد، برادر وردان، توسط امپراتور روم کلودیوس (41-54)، که شاهزاده فرنوزیدی آن، مهرداد، را به جای او منصوب کرد، خلع شد.[10] به طور همزمان، درست قبل از درگیری وردان و گودرز، پس از آن که گودرز وردان را از توطئه ای که توسط گروهی از بزرگان علیه آنها طراحی شده بود با خبر نمود، به توافق رسیدند. توافق بر این بود که وردان حکومت خود را حفظ کند، اما گودرز به هیرکانی عقب نشینی کرد.[10]وردان که از دیگر پیروزی‌های اخیر خود روحیه گرفته بود، آماده حمله به ارمنستان و تسخیر مجدد آن شد، اما در نهایت به دلیل تهدیدهای جنگ از سوی فرماندار رومی سوریه، گایوس ویبیوس مارسوس، همراه با درگیری مجدد با گودرز، که به توافق آنها پایان داد، برنامه‌های تهاجمی خود را رها کرد. 9] وردان گودرز را در اریندس، رودخانه ای واقع در مرز ماد و هیرکانی شکست داد. سپس به فتح استان های باقی مانده اشکانی پرداخت و تا هریوا رسید.[10] وردان در سال ۴۶ در حین شکار به تحریک گروهی از اشراف اشکانی که می ترسیدند موقعیت آنها به خطر بیفتد، ترور شد.[9][11]
پس از قتل وردان،گودرز به شاهنشاهی رسید و در نخستین گام به پاکسازی مزدوران خارجی و مدعیان شاهنشاهی پرداخت.گودرز دوم از دسیسه نو آگاه گشت و برای خنثی نمودن نقشه کلادیوس برای بر تخت پادشاهی نشاندن مهرداد شاهزاده ی پارتی که در رم میزیست‌.در سال ۴۹ میلادی فرستادگانی به کلادیوس گسیل داشت و بازگشت مهرداد را از سوی مَهستان پارت درخواست نمود.
به گزارش تاسیتوس:
پیام فرستادگان گودرز چنین بود که ما از پیمان اتحادمان آگاهیم و به اینجا نیامده ایم که از شورشی در خاندان اشکانیان خبر دهیم.به راستی که پسر ونون، نوه ی فرهاد در نزد شماست که به خاطر او ما را در برابر خودکامگی گودرز امید ایستادگی است، که آن هم بر مَهستان پارت و هم بر مردمان به یک اندازه ناگوارست.هم اکنون برادران، نزدیکان و خویشاوندان دور او با کشتار از میان رفته اند و زنان باردار و کودکان خردسال به جمع قربانیان گودرز پیوسته اند. و درهمان دم ناتوان در کشور و ناپیروز در جنگ او از سنگدلی پرده ای ساخته است برای پوشاندن سستی و کاستی خویش.طبق این گزارش چنین می نماید که این هم ترفندی از گودرز بود تا مهرداد را به ایران بکشانند،با این حال عده ای از اشراف هم بودند که هوادار مهرداد و مخالف سلطنت گودرز بودند.به گزارش تاسیتوس در پاسخ به این درخواست کلادیوس در آغاز از عظمت روم سخن گفت و از منش بردگی پارتیان. او خویشتن را با جایگاه ایزدی آگوستوس مقایسه نمود که پارتیان از او تقاضای پادشاه نموده بودند و او ونون را برای پادشاهی به پارت فرستاده بود اما فراموش کرد که از تیبریوس نام ببرد که او نیز شاهزادگانی مانند فرهاد، که در راه بازگشت به ایران درگذشت،و تیرداد را به پارت فرستاده بود.کلادیوس به مهرداد که در آن نشست حضور داشت رو کرد و گفت "که به پادشاهی خود نه همچون فرمانرواییِ یک خودکامه بر بردگانش،بلکه مانند فرمانروایی در میان  هم شهروندان خود بنگرد و دادگری و بخشش پیشه کند زیرا که ایرانیان بربر به آن دلبسته اند زیرا از آنها  بهر کمی داشته اند." سپس او به فرستادگان پارتی روی نمود و بر پسر خوانده ی جوان روم، مهرداد، آفرین فراوان گفت بخاطر پرهیز کاریش که تاکنون نمونه بوده است. "با این همه شما می باید با هوسهای پادشاهان بسازید و انقلاب پی در پی زیان آورست. روم از شکوهمندی سرشارست و به آن اوج رسیده است که خواستار آنست که ملل بیگانه نیز از آرامش وصلح لذت برند" او سپس گایوس ویبیوس مارسوس را که فرماندار سوریه بود مأموریت داد که شاهزاده ی جوان را تا مرز ایران در کرانه ی رودخانه ی فُرات همراهی نماید.گایوس مهرداد را تا زوگما که گداری برای گذشتن از کرانه ای به کرانه ی دیگر  فرات  داشت همراهی نمود ودر آنجا به انتظار بزرگان پارتی و پادشاهِ عرب خسروان(به لاتین اسروئن)،اکبر (به لاتین آبگاروس)ماندگار شد.گایوس ویبیوس مارسوس به مهرداد اندرز داد که خوش آمد گویی بربر ها را دوامی نیست و هر درنگی می تواند نشانه ی ناوفاداری باشد.اما شاهزاده ی سبکسر به گزارش تاسیتوس آن اندرز را نادیده گرفت و با اکبر  که با گودرز هم پیمان بود، روزگاری چند را به خوش گذرانی در اِدِسا گذراند.و سپس با آنکه کارن از فرمانده هان مهین پارتی آنها را به میانرودان فراخواند، که از آن راه ورود شان به ایران سریع تر میبود، مهرداد راه دشوار ارمنستان را برگزید آن هم در هنگامی که زمستان تازه در آغاز بود.شاید در روم  کلادیوس به آنها از اشتباه کراسوس در تازشش به ایران هشدار داده بود که او با گزینش میانرودان و نرفتن به سوی ارمنستان اشتباهی بزرگ کرده بود اما اینک روزگاری دیگربود.به هرروی هنگامیکه سپاه مهرداد خسته و کوفته از بلندیهای پوشیده از برف ارمنستان به دشت سرازیر شدند نیروهای کارن به آنها پیوست و باهم از تیغریز (دجله) گذرنموندند و به نورشیرکان (به لاتین آدیابن) رسیدند که پادشاهش عزت (به لاتین ایزاتس) به مهرداد پیمان پشتیبانی داده بود اگر چه او نیز به پنهان هم پیمان با گودرز بود.آنان در گذارشان بر شهر نینوا کهن ترین شهر آشور چیره گشتند.و در این هنگام بود که عزت پادشاه یهودی نورشیرکان و اکبر پادشاه مسیحی خسروان که هم پیمان با گودرز بودند سپاه او را با لشگریان خود ترک گفتند و او را به خود واگذاشتند.و این نشان دیگری از دادگری و روشن اندیشی اشکانیان که هم یهودیان و هم مسیحیان همسوی با او بودند.به هر روی تاسیتوس درباره ی ترک نمودن این دو پادشاه از سپاه مهرداد به تلخی می نویسد : آنان  "  با نشان دادن وجه مشخصه ی ناوفاداری هم میهنانشان،یکبار دیگر آزمون گذشته را تایید نمودند که بربرها بیشتر ترجیح میدهند که از روم پادشاهی تقاضا کنند تا که او را نگاهدارند"و مهرداد که نیروهای کمکی خود را از دست داده بود و تنها کارن که به راستی با گودرز دوم دشمنی داشت با مهرداد ماند در نبرد با گودرز دوم شکستی سخت خوردند و کارن کشته شد و پرهاک یکی از رایزنان پدر مهرداد به او خیانت کرد و او را به زنجیر به پیش گودرز فرستاد.گودرز او را به سخره گرفت که "تو نه از اشکانیانی و نه از خویشاوندان من بلکه بیگانه ای و از رومیانی"سپس گوشهای او را برید و او را رها نمود و مهرداد گوش بریده سرگردان متواری گشت.راولینسون در شگفت از اینست که چرا گودرز کیفر خیانت او را چنین سبک داد.ولی به راستی گودرز با اینکار میخواسته است مترسک های رومیان را اینگونه تحقير کند‌،چنان که گودرز دوم توانسته بود مداخلات و توطئه های رومیان که تخم آن را موزا و فرهادک در دربار اشکانی کاشته بودند را ساقط کند و دربار را از وجود توطئه گران خارجی تا حد زیادی پاکسازی کند.چندی پس از آن گودرز دوم در سال ۵۱ میلادی درگذشت (طبق گفته تاسیتوس، در اثر یک بیماری، اگرچه ژوزفوس اظهار داشت که او به قتل رسیده است) پس از درگذشت گودرز دوم عمویش ونون دوم و سپس پسر دومش، بلاش یکم، جانشین او شدند.

## گودرز در افسانه ها
گودرز دوم در رمان کلودیوس خدا - اثر رابرت گریوز - به شکل نامطلوبی به تصویر کشیده شده است. گودرز به عنوان یک ظالم معرفی می شود. بزرگ ترین توهین های کلودیوس به گودرز این است که کالیگولا او را بصورت یک بت درآورده و او از مشاوران نزدیک امپراتور دیوانه روم بود.

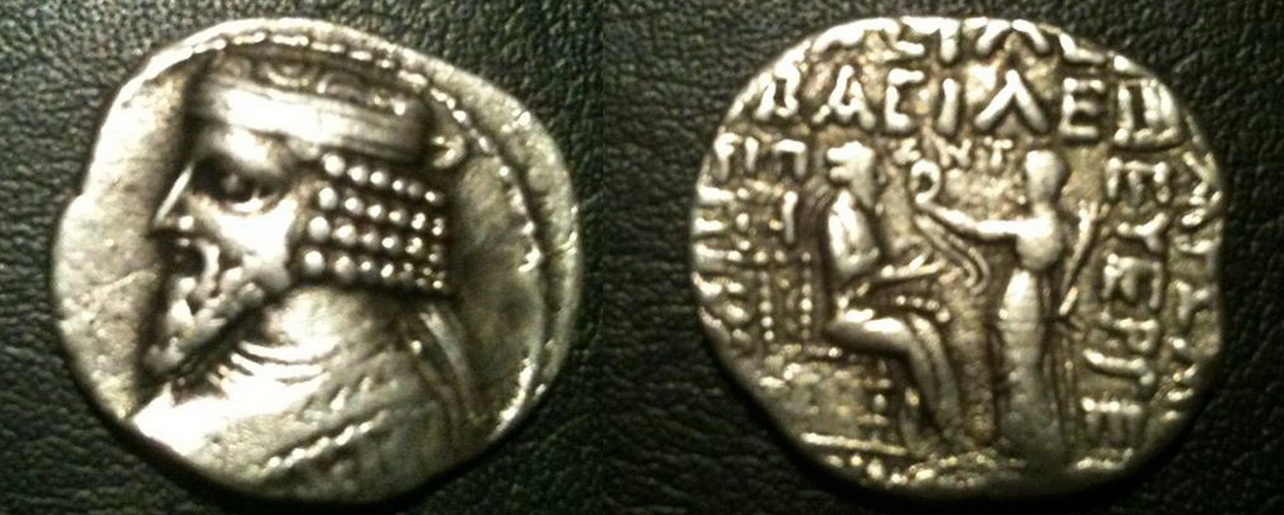
سکه گودرز دوم

## کتیبهٔ گودرز
در دامنهٔ کوه بیستون به فرمان گودرز دوم کتیبه و نقش‌هایی حجاری شده است که در آن پیروزی گودرز بر رقیبانش به ویژه بر مهرداد نگاشته شده است.